# Ferrangol
A Empresa Nacional de Ferro de Angola E.P., ou simplesmente Ferrangol, foi uma empresa estatal que geria e controlava a produção de minério de ferro em Angola.
As operações da Ferrangol incluíam a exploração, concessão, prospecção e gestão do ouro, manganês, metais não-ferrosos, metais preciosos e metais de terras raras.

## História
A empresa foi formada em 4 de maio de 1981 para gerir as minas de Cassinga; seu funcionamento deveria objetivar contratos com parceiros e capitais privados, onde a Ferrangol agiria como investidora-parte de empreendimentos conjuntos.
Suas operações de mineração, entretanto, foram impedidas devido à Guerra Civil Angolana, com a empresa retomando suas atividades somente em 2012.
Em 6 de janeiro de 2020 o governo angolano anunciou que a empresa estava extinta, com suas atribuições de exploração mineral diversa ficando com a Endiama, enquanto que a regulação e fiscalização das actividades geológico-mineiras ficou a cargo da recém-criada Agência Nacional de Recursos Minerais. Esta última absorveu a maior parte dos ativos e passivos da Ferrangol.

## Operações
Antes de seu encerramento, a empresa geria três grandes concessões de minério de ferro no complexo mineiro de Cassinga, na Huíla e; de manganês e ouro no complexo mineiro de Cassala-Quitungo, nas redondezas da comuna de Danje-ia-Menha, no Cuanza Norte. Além desses dois projetos minerais carro-chefe, a Ferrangol ainda mantinha minas de ferro no Huambo e no Bié, de ouro em Cuanza Sul, Cabinda, Bié e Cuando-Cubango, zinco em Cuanza Sul e de cobre em Cuanza Sul, Benguela e Namibe.